# Международный день авиадиспетчера

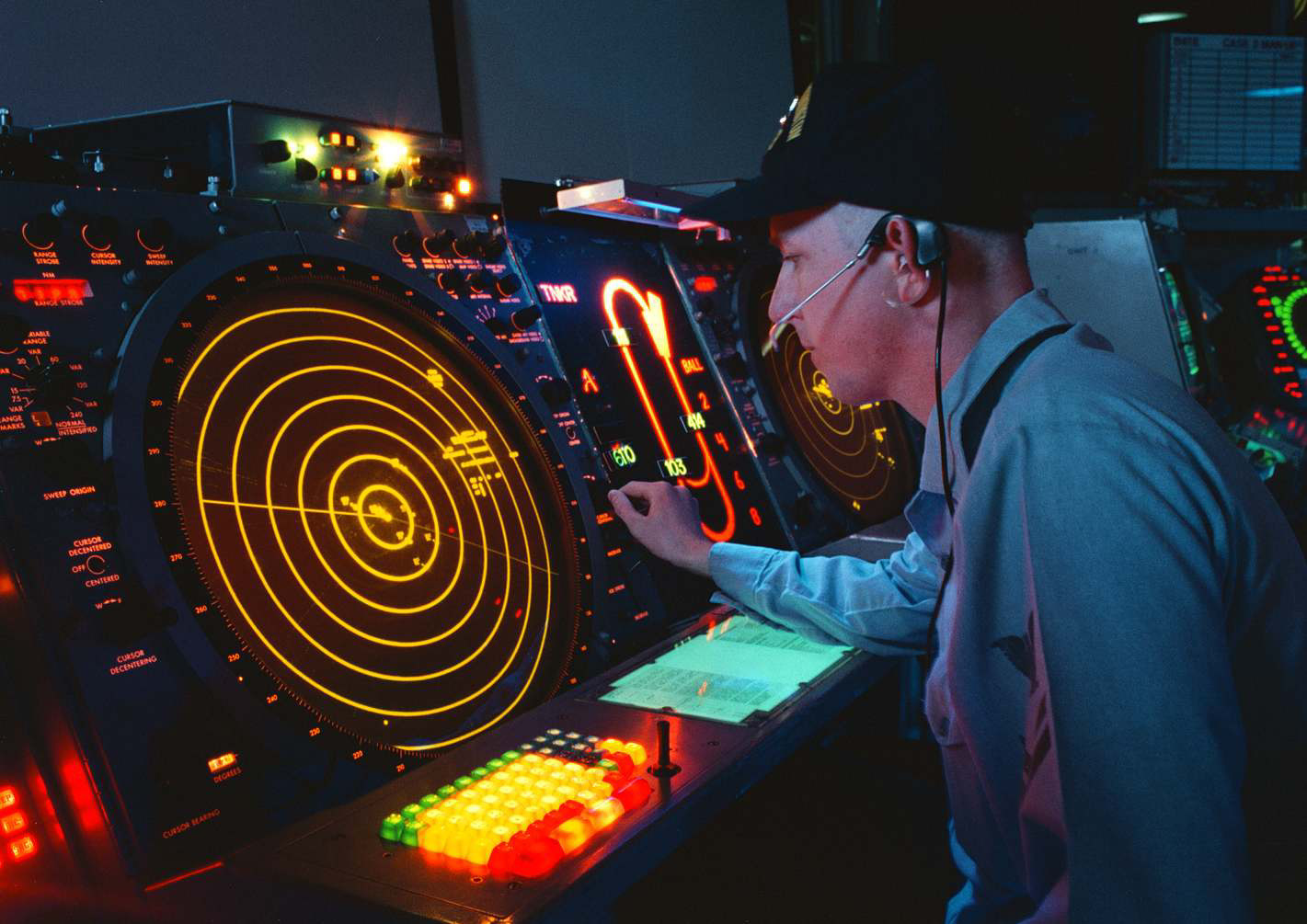
Авиадиспетчер за работой

Международный день авиадиспетчера — профессиональный праздник авиадиспетчеров и работников, занятых управлением воздушным движением. День авиационного диспетчера отмечается ежегодно 20 октября.

## История праздника
- Дата 20 октября для проведения неофициального Международного дня авиадиспетчера была выбрана его инициаторами совсем не случайно. Именно в этот день в 1961 году в столице Нидерландов Амстердаме была создана Международная федерация ассоциаций авиационных диспетчеров. Это событие, важное для стандартизации управления грузовыми и пассажирскими авиационными перевозками, и положило начало новому профессиональному празднику[источник не указан 635 дней].
- Фактически традиция отмечать этот день зародилась в России. На протяжении 90-х годов представители Федерации профсоюзов авиационных диспетчеров России неоднократно поднимали перед авиационными властями Российской Федерации вопрос, связанный с учреждением профессионального праздника авиадиспетчеров, приуроченного к памятной дате, связанной с историей профессии и служб движения гражданской авиации СССР — России. Однако, он так и не был даже рассмотрен. В дальнейшем, в связи с бездействием по данному вопросу и безразличием авиационных властей того времени к истории Аэронавигации, представителями Федерации профсоюзов авиационных диспетчеров (ФПАД) России было условлено, что в честь принятия в 1993 году ФПАД России в Международную федерацию ассоциаций (профсоюзов) авиационных диспетчеров (IFATCA), считать дату создания IFATCA — Днём авиадиспетчера и ежегодно направлять поздравления с этим событием всем коллегам в России и странах СНГ. Именно так в России и появилась традиция отмечать неофициальный профессиональный праздник — Международный день авиадиспетчера — 20 октября, который также неофициально отмечался и в других странах СНГ. Вместе с тем, в результате популяризации даты — 20 октября, проводимой ФПАД России, убежденность авиационных властей России в том, что дата создания IFATCA является Международным днём авиадиспетчера, стала выражаться в ежегодных поздравлениях работников служб управления воздушным движением России с этим праздником, в том числе и со стороны руководства гражданской авиации России.

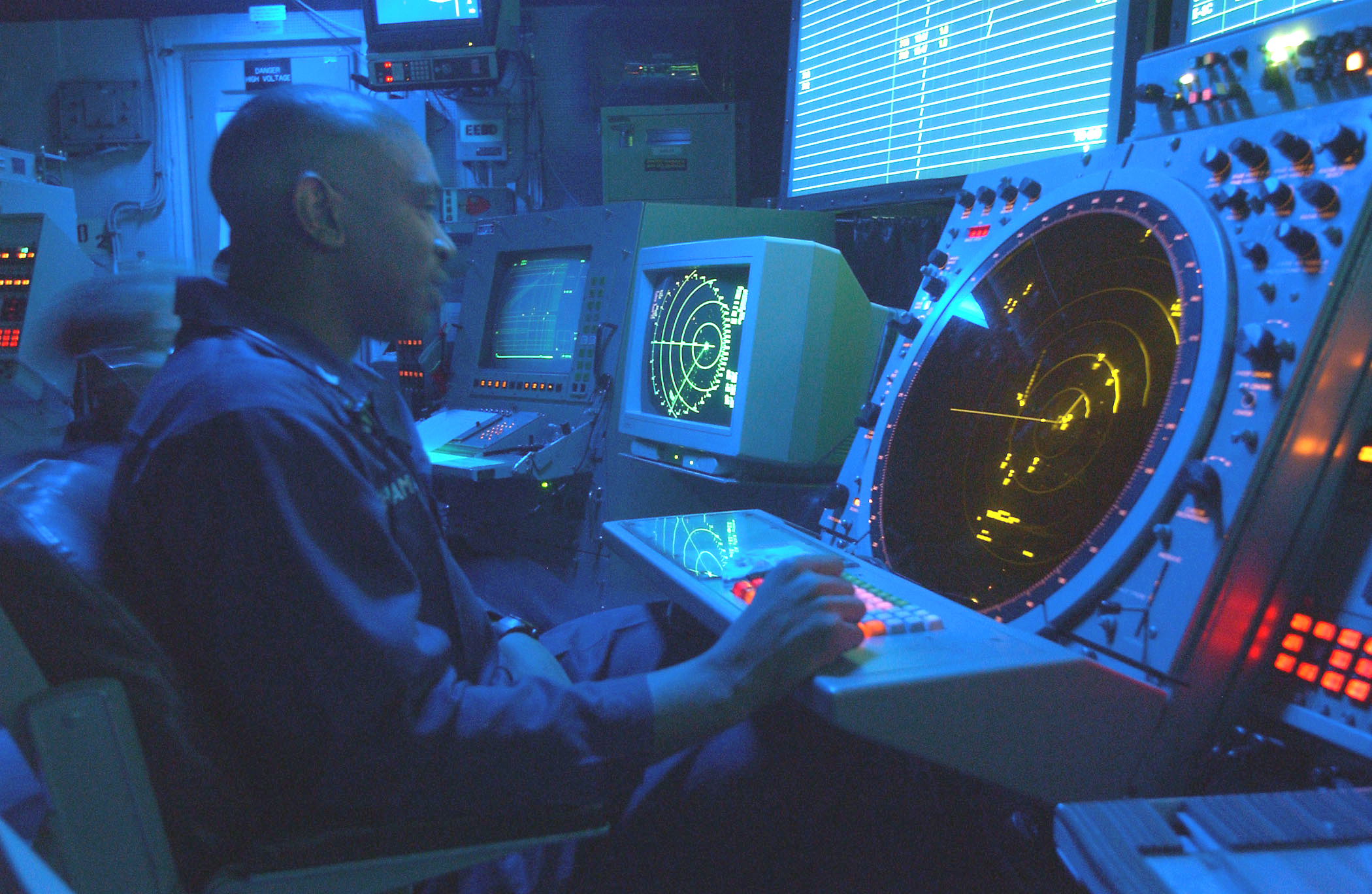
Авиадиспетчер на авианосце

Руководитель Федеральной аэронавигационной службы А. В. Нерадько в своем поздравлении, приуроченном к Дню авиадиспетчера, сказал следующее:

Авиация всегда влекла к себе людей талантливых, умных и смелых, способных мужественно преодолевать трудности, хранить верность профессии и продолжать традиции ветеранов, которые составляют её гордость и славу. Небо незримо связывает страны и континенты, профессиональная солидарность, взаимопомощь и колоссальная ответственность помогают нам сделать его безопасным и открытым для использования в мирных целях.

.
Ныне в мире работают десятки тысяч авиадиспетчеров, которым ежедневно, в прямом смысле слова, вверяют жизни более пяти миллионов человек.

## Факты
В этот день, 20 октября 2014 года в аэропорту Внуково в Москве произошла катастрофа, повлёкшая за собой гибель четырёх человек. Одним из виновников аварии считают авиадиспетчера.
Утверждение, что история (традиция) празднования Дня авиадиспетчера началась в 1961 году — не соответствует действительности.